# ویلیام دزوس
ویلیام دزوس (انگلیسی: William Dzus؛ زادهٔ ۵ ژانویهٔ ۱۸۹۵، درگذشتهٔ ۱۹ ژوئن ۱۹۶۴) با نام اصلی ولودیمیر ژوس (اوکراینی: Володимир Джус) در زمان تولد، مهندس آمریکایی اهل گالیسیای شرقی و مخترع اتصال‌دهندهٔ دزوس بود؛ اتصال‌دهنده‌ای که با نام «اتصال‌دهندهٔ یک چهارم دور» نیز شناخته می‌شود. او همچنین یکی از بنیانگذاران بنیاد فرهنگی انجمن اوکراینی‌های آمریکا بود که خانه هری اف. سینکلر (مقر فعلی این بنیاد) را برای استقرار آن خریداری کرد.

## مرگ
ویلیام دزوس در ۱۹ ژوئن ۱۹۷۴ بر اثر سکته و برخی مشکلات دیگر در بیمارستان گود سامریتن در ۶۹ سالگی در گذشت. پس از مرگ او، یک مراسم آمرزش‌خوانی به یاد او در کلیسای کاتولیک اوکراینی خانواده مقدس برگزار شد.